# Paraliodrosophila burlai
Paraliodrosophila burlai är en tvåvingeart som beskrevs av Haenni och Bosak 2007. Paraliodrosophila burlai ingår i släktet Paraliodrosophila och familjen daggflugor. Inga underarter finns listade i Catalogue of Life.